# Ligne de tramway 2 (SNCV Groupe de Louvain)
Pour les articles homonymes, voir Ligne 2.
La ligne 2 est une ancienne ligne du tramway de Louvain de la Société nationale des chemins de fer vicinaux (SNCV) qui reliait la gare de Louvain à la porte de Tervueren.

## Histoire
Gare centrale  - Grand-Place (Grote Markt) -  Porte de Tervueren (Tervuursepoort) - Terbank: ouverture en octobre 1912.

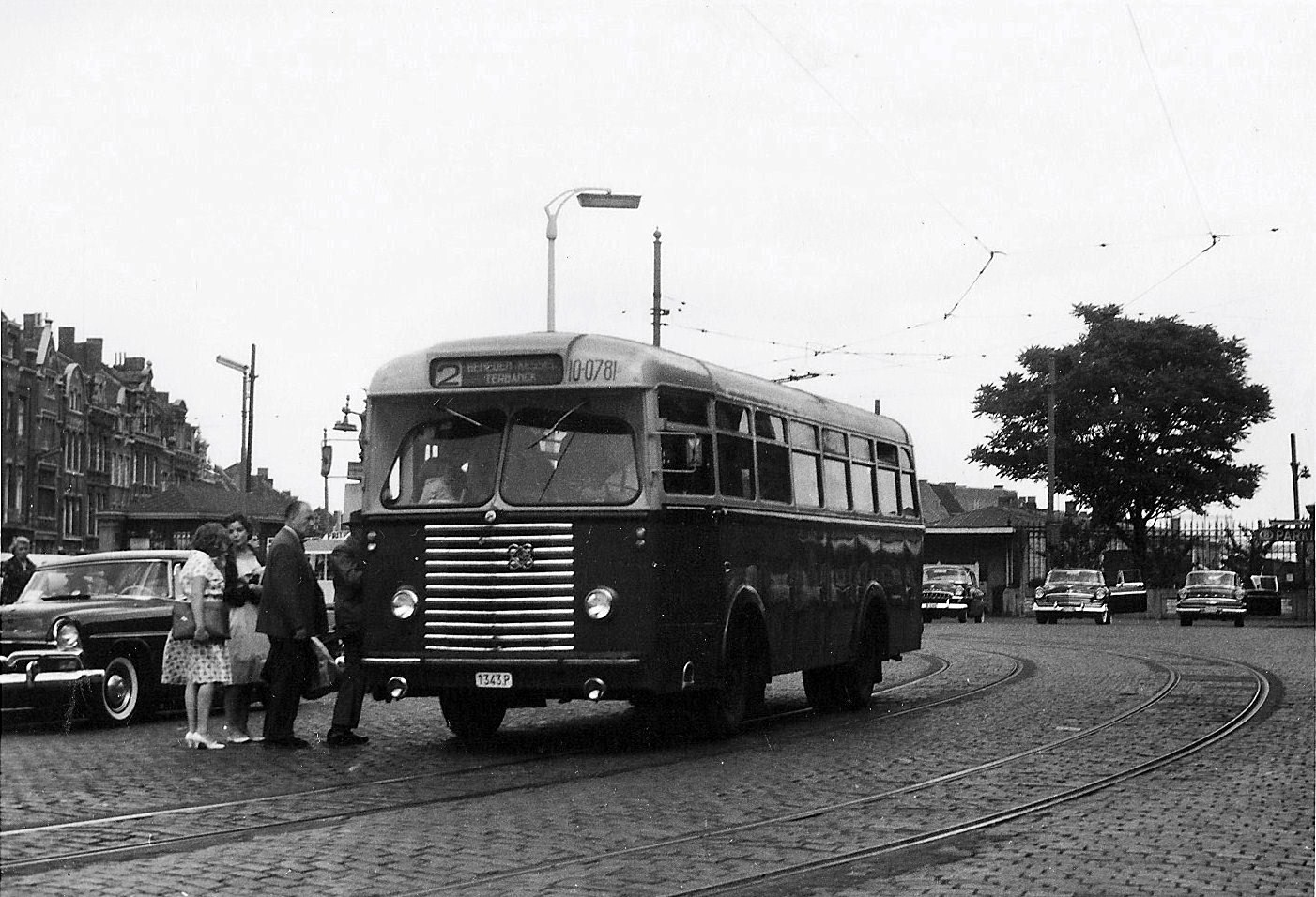
Autobus Chevrolet GT30/Jonckheere sur la ligne 2 devant la gare de Louvain.

La ligne est supprimée le 13 septembre 1952 et remplacée par une ligne d'autobus sous le même indice (nl).

## Exploitation

### Horaires
Tableaux : 323 (1931), numéro de tableau partagé entre les lignes urbaines du réseau de Louvain : 1, 2, 3, 4, 5.